# KBS Story
KBS Story (korejsky KBS 스토리)  je jihokorejská kabelová televizní stanice, která se zaměřuje na ženské publikum. Vysílá především dramata, dále pak zábavné pořady a dokumenty. Je provozována společností KBS N, která je přidružená ke společnosti KBS. Vysílání bylo zahájeno 1. listopadu 2006.

## Název a slogan
| název     | slogan                                     | používáno         | používáno         |
| název     | slogan                                     | od                | do                |
| --------- | ------------------------------------------ | ----------------- | ----------------- |
| KBS Movie |                                            | 1. listopadu 2006 | 31. prosince 2012 |
| KBS W     | Kanál, který vede život. Ženy vedou život. | 1. ledna 2013     | 31. března 2021   |
| KBS Story | Ženský kanál Kanál s příběhy               | 1. dubna 2021     | současnost        |

## Logo
| od | do   | Soubor:KBS W.svg | 2013 | 2021 |
|    | 2021 | dosud            |      |      |

## Vysílané pořady

### Dramata
- The Clinic for Married Couples: Love and War
- Gold Mask
- Home for Summer
- You Are My Destiny
- Wang's Family
- Bravo, My Life
- The Ghost Detective
- Hearts of Nineteen

### Zábavné pořady
- Park Won-sook's Live Together
- The Return of Superman
- Mr. House Husband
- Hello Counselor

### Dokumenty
- A Walk Around the Neighborhood
- Walk Expedition
- Live Info Show

#### Sesterské kanály
- KBS Drama
- KBS Joy
- KBS Life
- KBS Kids
- KBS N Sports

#### Kanály se stejným zaměřením
- SBS Plus
- SBS F!L